# Comitatul Canadian, Oklahoma
Comitatul Canadian (în engleză Canadian County) se află în partea central vestică a statului Oklahoma din Statele Unite ale Americii. Comitatul, care a fost înființat în anul 1889, ocupă o suprafață de 2.344 km². La estimarea făcută de United States Census Bureau în 2005, comitatul avea 98.701 locuitori, cu o densitate de 42,1 loc./km². Sediul administrativ al comitatului se află în localitatea El Reno.